# Список наград и номинаций Майкла Дугласа
Ниже приводится список основных наград и номинаций, которые американский актёр и продюсер Майкл Дуглас получил за свою профессиональную карьеру в кино и на телевидении.

## Кино

### «Оскар»
| Премия «Оскар» | Премия «Оскар»              | Премия «Оскар»               | Премия «Оскар» | Премия «Оскар» |
| Год            | Категория                   | Номинированная работа        | Результат      | Пр.            |
| -------------- | --------------------------- | ---------------------------- | -------------- | -------------- |
| 1976           | Лучший фильм (как продюсер) | Пролетая над гнездом кукушки | Победа         |                |
| 1988           | Лучшая мужская роль         | Уолл-стрит                   | Победа         |                |

### BAFTA
| Премия Британской Академии в области кино | Премия Британской Академии в области кино | Премия Британской Академии в области кино | Премия Британской Академии в области кино | Премия Британской Академии в области кино |
| Год                                       | Категория                                 | Номинированная работа                     | Результат                                 | Пр.                                       |
| ----------------------------------------- | ----------------------------------------- | ----------------------------------------- | ----------------------------------------- | ----------------------------------------- |
| 1977                                      | Лучший фильм (как продюсер)               | Пролетая над гнездом кукушки              | Победа                                    |                                           |
| 1989                                      | Лучшая мужская роль                       | Роковое влечение                          | Номинация                                 |                                           |
| 2001                                      | Лучшая мужская роль                       | Вундеркинды                               | Номинация                                 |                                           |

### «Золотой глобус»
| Премия «Золотой глобус» | Премия «Золотой глобус»                          | Премия «Золотой глобус»      | Премия «Золотой глобус» | Премия «Золотой глобус» |
| Год                     | Категория                                        | Номинированная работа        | Результат               | Пр.                     |
| ----------------------- | ------------------------------------------------ | ---------------------------- | ----------------------- | ----------------------- |
| 1970                    | Лучший дебют актёра                              | Привет герою!                | Номинация               |                         |
| 1976                    | Лучший фильм — драма (как продюсер)              | Пролетая над гнездом кукушки | Победа                  |                         |
| 1980                    | Лучший фильм — драма (как продюсер)              | Китайский синдром            | Номинация               |                         |
| 1985                    | Лучший фильм — комедия или мюзикл (как продюсер) | Роман с камнем               | Победа                  |                         |
| 1988                    | Лучшая мужская роль — драма                      | Уолл-стрит                   | Победа                  |                         |
| 1990                    | Лучшая мужская роль — комедия или мюзикл         | Война Роузов                 | Номинация               |                         |
| 1996                    | Лучшая мужская роль — комедия или мюзикл         | Американский президент       | Номинация               |                         |
| 2001                    | Лучшая мужская роль — драма                      | Вундеркинды                  | Номинация               |                         |
| 2004                    | Премия Сесиля Б. Де Милля                        | N/A                          | Победа                  |                         |
| 2011                    | Лучшая мужская роль второго плана — кинофильм    | Уолл-стрит: Деньги не спят   | Номинация               |                         |

### Гильдия киноактёров США
| Премия Гильдии киноактёров США | Премия Гильдии киноактёров США         | Премия Гильдии киноактёров США | Премия Гильдии киноактёров США | Премия Гильдии киноактёров США |
| Год                            | Категория                              | Номинированная работа          | Результат                      | Пр.                            |
| ------------------------------ | -------------------------------------- | ------------------------------ | ------------------------------ | ------------------------------ |
| 2001                           | Лучший актёрский состав в игровом кино | Траффик                        | Победа                         |                                |

### «Сезар»
| Премия «Сезар» | Премия «Сезар» | Премия «Сезар»        | Премия «Сезар» | Премия «Сезар» |
| Год            | Категория      | Номинированная работа | Результат      | Пр.            |
| -------------- | -------------- | --------------------- | -------------- | -------------- |
| 1998           | Почётный Сезар | N/A                   | Награда        |                |
| 2016           | Почётный Сезар | N/A                   | Награда        | [ 1 ]          |

### Каннский кинофестиваль
| Каннский кинофестиваль | Каннский кинофестиваль           | Каннский кинофестиваль | Каннский кинофестиваль | Каннский кинофестиваль |
| Год                    | Категория                        | Номинированная работа  | Результат              | Пр.                    |
| ---------------------- | -------------------------------- | ---------------------- | ---------------------- | ---------------------- |
| 2023                   | Почётная Золотая пальмовая ветвь | N/A                    | Награда                | [ 2 ]                  |

### «Спутник»
| Премия «Спутник» | Премия «Спутник»                         | Премия «Спутник»      | Премия «Спутник» | Премия «Спутник» |
| Год              | Категория                                | Номинированная работа | Результат        | Пр.              |
| ---------------- | ---------------------------------------- | --------------------- | ---------------- | ---------------- |
| 2001             | Лучшая мужская роль — комедия или мюзикл | Вундеркинды           | Победа           |                  |
| 2010             | Лучшая мужская роль — драма              | Сексоголик            | Номинация        |                  |

## Телевидение

### «Эмми»
| Прайм-таймовая премия «Эмми» | Прайм-таймовая премия «Эмми»                                  | Прайм-таймовая премия «Эмми» | Прайм-таймовая премия «Эмми» | Прайм-таймовая премия «Эмми» |
| Год                          | Категория                                                     | Номинированная работа        | Результат                    | Пр.                          |
| ---------------------------- | ------------------------------------------------------------- | ---------------------------- | ---------------------------- | ---------------------------- |
| 1974                         | Лучшая мужская роль второго плана в драматическом телесериале | Улицы Сан-Франциско          | Номинация                    |                              |
| 1975                         | Лучшая мужская роль второго плана в драматическом телесериале | Улицы Сан-Франциско          | Номинация                    |                              |
| 1976                         | Лучшая мужская роль второго плана в драматическом телесериале | Улицы Сан-Франциско          | Номинация                    |                              |
| 2002                         | Лучший приглашённый актёр в комедийном телесериале            | Уилл и Грейс                 | Номинация                    |                              |
| 2013                         | Лучшая мужская роль в мини-сериале или фильме                 | За канделябрами              | Победа                       |                              |
| 2019                         | Лучшая мужская роль в комедийном телесериале                  | Метод Комински               | Номинация                    |                              |

### «Золотой глобус»
| Премия «Золотой глобус» | Премия «Золотой глобус»                                          | Премия «Золотой глобус» | Премия «Золотой глобус» | Премия «Золотой глобус» |
| Год                     | Категория                                                        | Номинированная работа   | Результат               | Пр.                     |
| ----------------------- | ---------------------------------------------------------------- | ----------------------- | ----------------------- | ----------------------- |
| 1975                    | Лучшая мужская роль в телевизионном сериале — драма              | Улицы Сан-Франциско     | Номинация               |                         |
| 2014                    | Лучшая мужская роль в мини-сериале или телефильме                | За канделябрами         | Победа                  |                         |
| 2019                    | Лучшая мужская роль в телевизионном сериале — комедия или мюзикл | Метод Комински          | Победа                  | [ 3 ]                   |
| 2020                    | Лучшая мужская роль в телевизионном сериале — комедия или мюзикл | Метод Комински          | Номинация               |                         |

### Гильдия киноактёров США
| Премия Гильдии киноактёров США | Премия Гильдии киноактёров США                    | Премия Гильдии киноактёров США | Премия Гильдии киноактёров США | Премия Гильдии киноактёров США |
| Год                            | Категория                                         | Номинированная работа          | Результат                      | Пр.                            |
| ------------------------------ | ------------------------------------------------- | ------------------------------ | ------------------------------ | ------------------------------ |
| 2014                           | Лучшая мужская роль в телефильме или мини-сериале | За канделябрами                | Победа                         |                                |
| 2019                           | Лучшая мужская роль в комедийном сериале          | Метод Комински                 | Номинация                      |                                |
| 2019                           | Лучший актёрский состав в комедийном сериале      | Метод Комински                 | Номинация                      |                                |
| 2020                           | Лучшая мужская роль в комедийном сериале          | Метод Комински                 | Номинация                      |                                |
| 2020                           | Лучший актёрский состав в комедийном сериале      | Метод Комински                 | Номинация                      |                                |

### «Спутник»
| Премия «Спутник» | Премия «Спутник»                                                 | Премия «Спутник»      | Премия «Спутник» | Премия «Спутник» |
| Год              | Категория                                                        | Номинированная работа | Результат        | Пр.              |
| ---------------- | ---------------------------------------------------------------- | --------------------- | ---------------- | ---------------- |
| 2014             | Лучшая мужская роль — мини-сериал или телефильм                  | За канделябрами       | Победа           |                  |
| 2020             | Лучшая мужская роль в телевизионном сериале — комедия или мюзикл | Метод Комински        | Номинация        |                  |